# کوکا (بازیکن فوتبال)
کوکا (به پرتغالی: Alexi Stival) بازیکن بازنشسته فوتبال در پست مهاجم اهل برزیل است که در شهر کوریتیبا و در تاریخ ۷ ژوئن ۱۹۶۳ به دنیا آمده‌است.

## باشگاهی
کوکا در تیم‌های فوتبال گرمیو، رئال وایادولید، اینترناسیونال، پالمیراس، سانتوس و شاپه‌کوئنزه سابقهٔ حضور دارد.